# Olivier Thill
Olivier Thill (17 december 1996) is een Luxemburgs voetballer, die doorgaans uitkomt als centrale middenvelder. In 2018 verruilde hij Progrès Niedercorn voor FK Oefa. Thill debuteerde in 2017 in het Luxemburgs voetbalelftal.

## Clubcarrière
Thill genoot zijn voetbalopleiding bij FC Rodange en Fola Esch. Medio 2012 tekende hij een contract bij, opnieuw, FC Rodange. In juli 2015 tekende hij een contract bij Progrès Niedercorn, uitkomend in de hoogste Luxemburgse afdeling. In augustus 2018 tekende Thill een vierjarig contract bij FK Oefa uit Rusland.

## Clubstatistieken
| Seizoen | Club               | Competitie        | Competitie | Competitie | Beker | Beker | Internationaal | Internationaal | Totaal | Totaal |
| Seizoen | Club               | Competitie        | Wed.       | Dlp.       | Wed.  | Dlp.  | Wed.           | Dlp.           | Wed.   | Dlp.   |
| ------- | ------------------ | ----------------- | ---------- | ---------- | ----- | ----- | -------------- | -------------- | ------ | ------ |
| 2012/13 | FC Rodange 91      | Éirepromotioun    | 1          | 0          | —     | —     | —              | —              | 1      | 0      |
| 2013/14 | FC Rodange 91      | Éirepromotioun    | 26         | 5          | 3     | 1     | —              | —              | 29     | 6      |
| 2014/15 | FC Rodange 91      | Éirepromotioun    | 25         | 8          | 2     | 1     | —              | —              | 27     | 9      |
| 2015/16 | Progrès Niedercorn | Nationaldivisioun | 23         | 2          | 1     | 1     | 1              | 0              | 25     | 3      |
| 2016/17 | Progrès Niedercorn | Nationaldivisioun | 25         | 7          | 2     | 0     | —              | —              | 27     | 7      |
| 2017/18 | Progrès Niedercorn | Nationaldivisioun | 20         | 7          | 1     | 0     | 4              | 0              | 25     | 7      |
| 2018/19 | Progrès Niedercorn | Nationaldivisioun | 2          | 0          | —     | —     | 6              | 0              | 8      | 0      |
| 2018/19 | FK Oefa            | Premjer-Liga      | 0          | 0          | 0     | 0     | 0              | 0              | 0      | 0      |
| Totaal  | Totaal             | Totaal            | 122        | 29         | 9     | 3     | 11             | 0              | 142    | 32     |

Bijgewerkt op 12 september 2018.

## Interlandcarrière
Thill werd in augustus 2017 voor het eerst opgeroepen voor het Luxemburgs voetbalelftal. Bondscoach Luc Holtz nam de middenvelder op in zijn selectie voor de duels met Frankrijk en Wit-Rusland. Hij debuteerde op donderdag 31 augustus 2017 in de met 1–0 gewonnen thuiswedstrijd tegen Wit-Rusland. Thill scoorde zijn eerste doelpunt op 10 oktober 2017 in de thuiswedstrijd tegen Bulgarije.